# 鬼風一男
鬼風 一男（おにかぜ かずお、1899年6月21日 - 1927年5月24日）は、兵庫県神戸市出身で湊部屋、出羽海部屋に所属した力士。本名は宮本 一男。身長165cm、体重105kg。最高位は西前頭7枚目（番付上の最高位は東前頭14枚目）。

## 経歴
元は大阪相撲の大関若ノ戸。左差し一気の寄りを得意とし、新大関の1923年1月場所では9勝1敗で最高成績を収めている。
しかし場所後に起きた龍神事件の責任を取って廃業。東京の出羽海部屋に入門、1924年1月場所に鬼風の四股名で番付外前頭7枚目格付出で初土俵入幕。
だが8敗2休の不成績に終わり、大阪相撲のメンツを潰すことのみに役立ってしまった。
その後も好成績を上げられず、十両に陥落していた1927年5月、現役のまま胃腸障害で死去した。

## 戦績
幕内4場所11勝30敗2休
通算9場所27勝48敗2休

## 改名
若ノ戸→大木戸→鬼風